# کنگره جهانی یهودیان

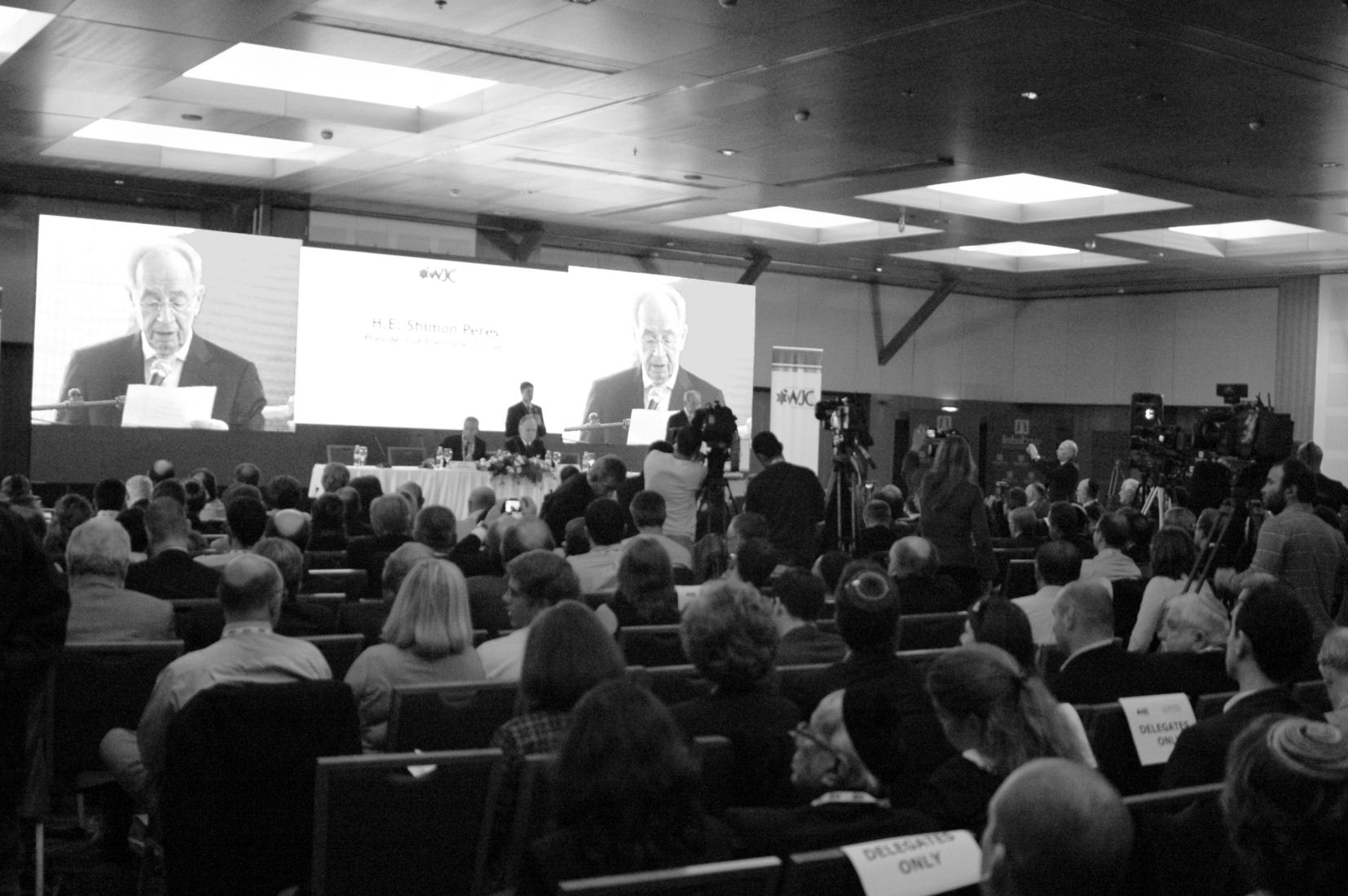
شیمعون پـِرِس، رئیس‌جمهور اسرائیل در حال سخنرانی در برابر ۴۰۰ نماینده شرکت‌کننده در ۱۳مین کنگره جهانی یهودیان در شهر اورشلیم.

کنگره جهانی یهودیان (به عبری: הקונגרס היהודי העולמי) یک سازمان مردم‌نهاد بین‌المللی متشکل از جوامع یهودی و سازمان‌های مدافع جنبش صهیونیسم از سراسر جهان است.
اولین کنگره جهانی یهودیان در سال ۱۹۳۶ میلادی در ژنو، سوئیس برگزار شد.
کنگره جهانی یهودیان، خود را معتقد به تکثرگرایی دینی می‌داند و با برخی گروه‌ها و سازمان‌های مذهبی مسیحی و مسلمان گفتگوهایی دارد.
دفتر مرکزی کنگره جهانی یهودیان در شهر نیویورک، ایالات متحده آمریکا قرار دارد. هم‌اکنون رئیس کنونی این سازمان برعهده رونالد لاودر است.

## درخواست اخراج ایران از المپیک لندن
در پی عدم حضور نماینده ایران در رقابت‌های جام جهانی شنا در شانگهای که نماینده ای از اسرائیل هم در آن حضور داشت؛ رونالد لادر، رئیس کنگره جهانی یهودیان گفت:"وقت آن است که به ایران پیامی واضح فرستاده شود".